# Riffelsee
Riffelsee är en sjö i Schweiz.   Den ligger i förbundslandet Valais, i den sydvästra delen av landet, 140 km söder om huvudstaden Bern. Riffelsee ligger 2 770 meter över havet. Den högsta punkten i närheten är Riffelhorn, 2 927 meter över havet, sydväst om Riffelsee.
Trakten runt Riffelsee består i huvudsak av gräsmarker. Runt Riffelsee är det ganska glesbefolkat, med 35 invånare per kvadratkilometer.